# Jastarnia (gmina)
Jastarnia – gmina miejsko-wiejska w województwie pomorskim, w powiecie puckim, położona na Mierzei Helskiej. Siedzibą władz gminy jest miasto Jastarnia.
Według danych z 2021 r. gmina miała 3553 mieszkańców.

## Położenie
Gmina jest położona na Mierzei Helskiej, będącej częścią Pobrzeża Gdańskiego. Znajduje się w północnej części w województwa pomorskiego, w północno-wschodniej części powiatu puckiego.
Według danych z 1 stycznia 2017 r. powierzchnia gminy wynosiła 7,80 km², co stanowi 1,4% powierzchni powiatu puckiego. Gmina Jastarnia jest najmniejszą pod względem powierzchni gminą miejsko-wiejską w Polsce.
W latach 1975–1998 gmina administracyjnie należała do województwa gdańskiego.

## Historia
1 stycznia 1973 utworzono gminę miejską Jastarnia z osiedla typu miejskiego.
1 stycznia 2017 zmieniono status gminy z miejskiej na miejsko-wiejską (de iure: odebranie gminie Jastarnia statusu miasta i nadanie tego statusu miejscowości Jastarnia). Utworzono osobne miejscowości: Kuźnica i Jurata, którym nadano status osad, a Jastarni jako miejscowości (a nie gminie) nadano status miasta. Tereny nienależące do nowego miasta utworzyły obszar wiejski tak powstałej gminy miejsko-wiejskiej Jastarnia.

## Demografia
Według Narodowego Spisu Powszechnego Ludności i Mieszkań 2021, gminę zamieszkiwało 3 553 osób co przekłada się na 3,96% ludności powiatu. Gęstość zaludnienia wynosi 455,5 osoby na km².
54,7% mieszkańców gminy stanowią Kaszubi, 
23,6% mieszkańców używa języka kaszubskiego w domu. 
Według Narodowego Spisu Powszechnego Ludności i Mieszkań 2002, Jastarnia była gminą o największym udziale osób narodowości kaszubskiej w ogólnej liczbie mieszkańców (5,74%) w Polsce.
- Piramida wieku mieszkańców gminy w 2021 roku[9].

## Transport wodny

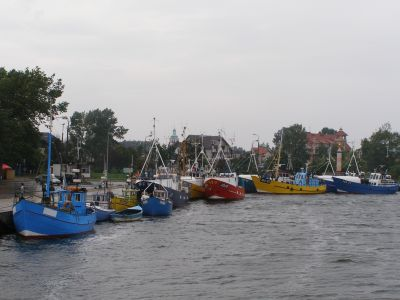
Kutry w porcie w Jastarni

Na terenie gminy znajduje się port morski w Jastarni nad Zatoką Pucką oraz 3 przystanie morskie dla rybaków (dwie nad Zatoką Pucką, jedna nad Morzem Bałtyckim). Ponadto w Kuźnicy znajdują się dwie przystanie morskie: nad Zatoką Pucką i pas plaży nad otwartym morzem.

## Administracja i samorząd
Gmina ma status gminy miejsko-wiejskiej. Organem uchwałodawczym jest Rada Miejska Jastarni, składająca się z 15 radnych. Organem wykonawczym jest Burmistrz Jastarni.
Mieszkańcy Jastarni wybierają posłów na Sejm z okręgu wyborczego nr 26, senatora z okręgu nr 64, a posłów do Parlamentu Europejskiego z okręgu nr 1. Mieszkańcy gminy wraz z mieszkańcami gminy Władysławowo i Helu wybierają wspólnie 6 radnych do Rady Powiatu Puckiego (liczącej 19 radnych).
| Nr okręgu | Granice okręgu | Liczba wybieranych radnych w okręgu |
| --------- | -------------- | ----------------------------------- |
| 1.        | Jastarnia      | 1                                   |
| 2.        | Jastarnia      | 1                                   |
| 3.        | Jastarnia      | 1                                   |
| 4.        | Jastarnia      | 1                                   |
| 5.        | Jastarnia      | 1                                   |
| 6.        | Jastarnia      | 1                                   |
| 7.        | Jastarnia      | 1                                   |
| 8.        | Jastarnia      | 1                                   |
| 9.        | Jastarnia      | 1                                   |
| 10.       | Jastarnia      | 1                                   |
| 11.       | Jastarnia      | 1                                   |
| 12.       | Kuźnica        | 1                                   |
| 13.       | Kuźnica        | 1                                   |
| 14.       | Jurata         | 1                                   |
| 15.       | Jurata         | 1                                   |

## Miejscowości
Miasto
- Jastarnia

Osady
- Jurata
- Kuźnica

Na terenie Kuźnicy znajduje się osiedle mieszkaniowe Syberia.